# Gairami
Gairami – gaun wikas samiti w zachodniej części Nepalu w strefie Lumbini w dystrykcie Nawalparasi. Według nepalskiego spisu powszechnego z 2001 roku liczył on 869 gospodarstw domowych i 5708 mieszkańców (2772 kobiet i 2936 mężczyzn).